# 쇤브룬궁
쇤브룬궁(독일어: Schloss Schönbrunn)은 과거 오스트리아 제국의 로코코 형식 여름 별궁으로 1,441개의 방이 마련되어 있다.
오스트리아에서 가장 큰 궁전이자 방문객이 가장 많은 유적지 중 하나이며, 문화적으로도 가장 뜻 깊은 곳 중 하나이다. 쇤브룬 궁전의 정원은 한 시절 유럽을 호령했던 합스부르크 가문의 품격과 취향을 고스란히 보여주고 있다. 50만평에 이르는 그 대지와 궁궐은 1996년 유네스코 세계 문화 유산으로 선정되었으며 쇤브룬 공원 안에 있는 빈 동물원은 세계에서 가장 오래된 동물원이다.
18세기 중엽 마리아 테레지아 여제의 여름 별장으로 지어진 쉰브룬궁은 1892년부터 빈 13구역 히칭에 위치해 있다. 이 궁전의 이름은 1619년 마티아스 황제가 사냥하다가 샘터를 발견했을 때 'Welch’ schöner Brunn' (이 얼마나 아름다운 샘인가!) 라고 외쳤다는 일화에서 유래되었다고 한다.
1638년부터 1648년까지 이 곳에는 먼저 페르디난트 2세의 두번째 부인인 엘레노라 곤자가의 거처로서 궁전이 지어졌으나 이 첫 궁전은 1683년 오스만 튀르크의 제 2차 빈 공방전으로 인해 심각하게 파괴되었다. 1687년 레오폴드 1세는 빈 성문에서 떨어진 그 곳에 그의 후계자 요제프 1세를 위한 새 궁전을 짓고자 요한 베른하르트 피셔 폰 에어라흐에게 의뢰했다. 1743년 마리아 테레지아 여제 시대가 되어서야 니콜라우스 폰 파카시와 요한 페르디난트 헤첸도르프 폰 호헨베르크에 의해 확장되어 오늘날의 궁전과 공원의 모습이 되었다. 쇤브룬 궁전은 18세기 중엽부터 1918년까지 합스부르크 가문의 여름 별장으로 쓰였다. 황실의 여름 별장으로 쓰일 동안에 이 궁전은 수백명의 궁중인들이 살던 합스부르크 제국의 문화적, 정치적 중심지가 되었다.
오스트리아 헝가리 제국 시절 쇤브룬 궁전은 k. k. (kaiserlich-königlich) Lustschloss Schönbrunn (황실-왕실 쇤브룬 별궁/별장) 라고 불리기도 했다. 쇤브룬 궁전은 오스트리아에서 가장 큰 궁전이자, 가장 중요하고 많이 방문하는 유적지 중 하나이다. 이 궁전과 160 핵타르 면적의 공원은 1996년부터 유네스코 세계문화유산으로 등재되었다. 공원 안에는 세계에서 가장 오래된 동물원인 쇤브룬 동물원 (16 핵타르)이 있다. 궁전과 공원 모두 빈의 주요 관광 명소이다.

## 초기 역사
1569년에 신성로마제국의 황제인 막시밀리안 2세가 카터부르크 지역을 매입하였는데 그곳이 지금의 쇤브룬 궁전 터이다. 궁전 내의 공원과 다른 건물이 다 이곳에 있다. 황제는 이곳에 관심을 보였고 처음에는 동물원을 만들었다. 후에 그는 새로이 정원을 꾸미게 하였고 진기한 식물을 가져다가 식물원을 만들게 된다. 그런 이유로 그는 쇤브룬 정원의 창조자로 불린다.
쇤브룬이라는 이름은 아름다운 우물이라는 뜻으로서 빈의 왕궁이 인근의 물을 썼기 때문이라는 말이 있다. 오스트리아 왕족의 다수가 이곳에서 여름 휴가를 보냈고 사냥을 하기도 하였다. 오스만 제국의 침략으로 공격을 당하면서 성 전체가 복구 불능 상태까지 가기도 했다.

## 근대
레오폴드 1세가 요한 베른하르트 피셔 폰 에어라흐(Johann Bernhard Fischer von Erlach)에게 새로운 궁전을 지을 것을 명하였다. 그가 지은 첫 번째 도안은 상당히 유토피아적인 것으로서 고전과 근대의 조합을 꿈꾸었고 두 번째 도안에서는 이를 수정해 현실적인 건물 도안으로 변경하였다. 건축은 1696년 시작되어 3년 후에 첫 왕가 축제가 이곳에서 열렸다.
가장 초기 궁전은 원형 그대로 남아 있는 것이 거의 없다. 황제들 각기 모두 장식을 추가하거나 내부의 배치 등을 변경하였기 때문이다. 마리아 테레지아가 건축가 니콜로 파카시에게 로코코 양식으로 궁전을 건축할 것을 명하였고 황제의 결정에 따라 오스트리아 황가의 중추적인 역할을 한 쇤브룬 궁전이 완성단계에 이르게 되었다.

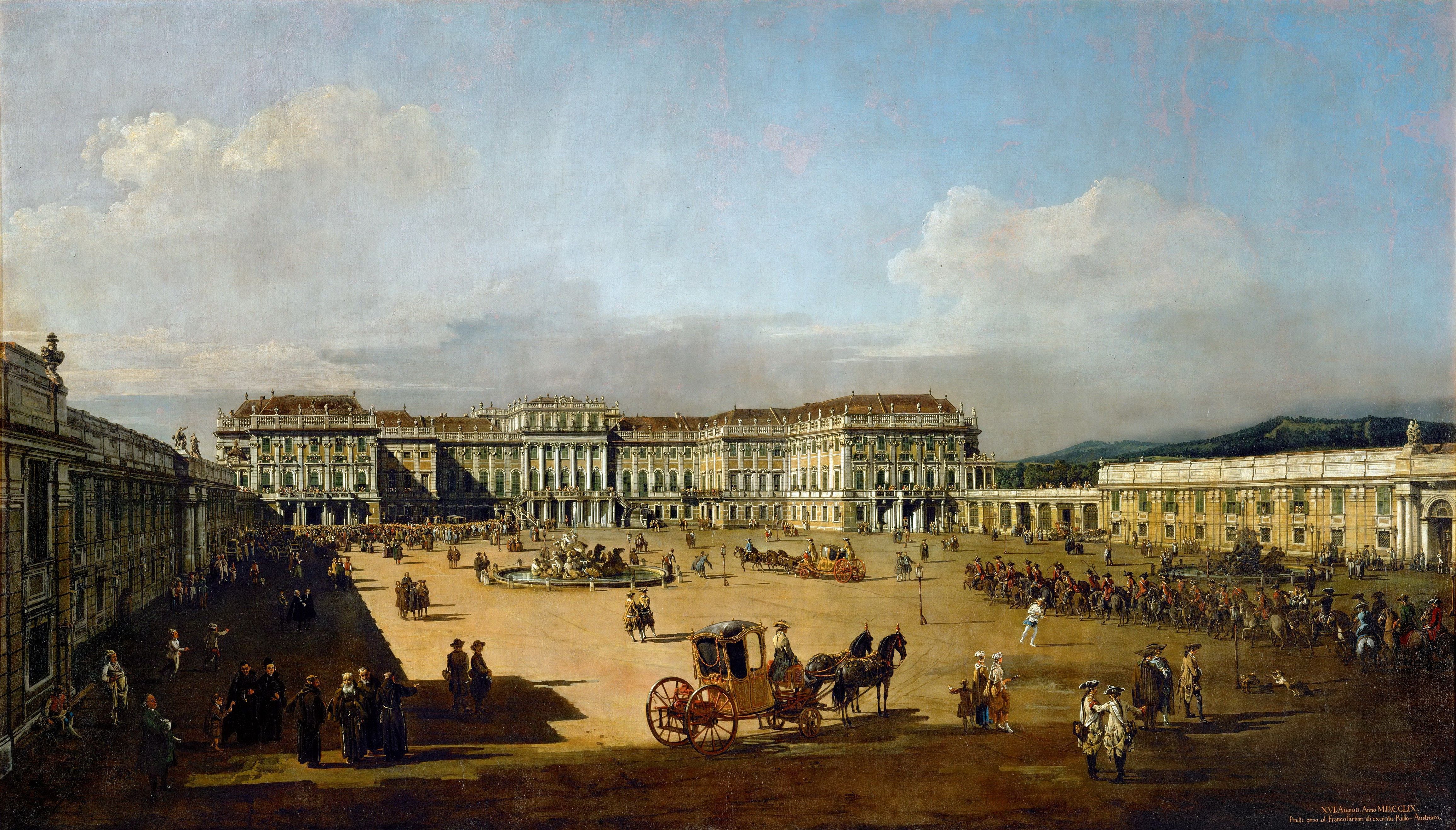
1758년의 쇤브룬 궁전 그림

## 정원
궁전 건물은 로마 양식으로서 인공적인 아름다움을 극대화하였으며 사치스러워 보이는 느낌은 피하였다. 안정적인 느낌을 가미하기 위해 정원을 만들어 여타 유럽 궁전의 정원과 비슷한 형태이다. 조각상을 세워 둔 정원과 본 궁전 사이에 글로리에테가 있다.

## 조각상
언덕 꼭대기의 글로리에테를 그레이트 파르테레(Great Parterre)라고 부르는데 조각상이 열을 지어 세워져 있다. 대개 이 상을 중심으로 이어져 있으며 같은 거리와 기하학적 균형을 고려하여 세워져 있다. 신들의 상이 줄을 지어 서 있다.

## 글로리에테

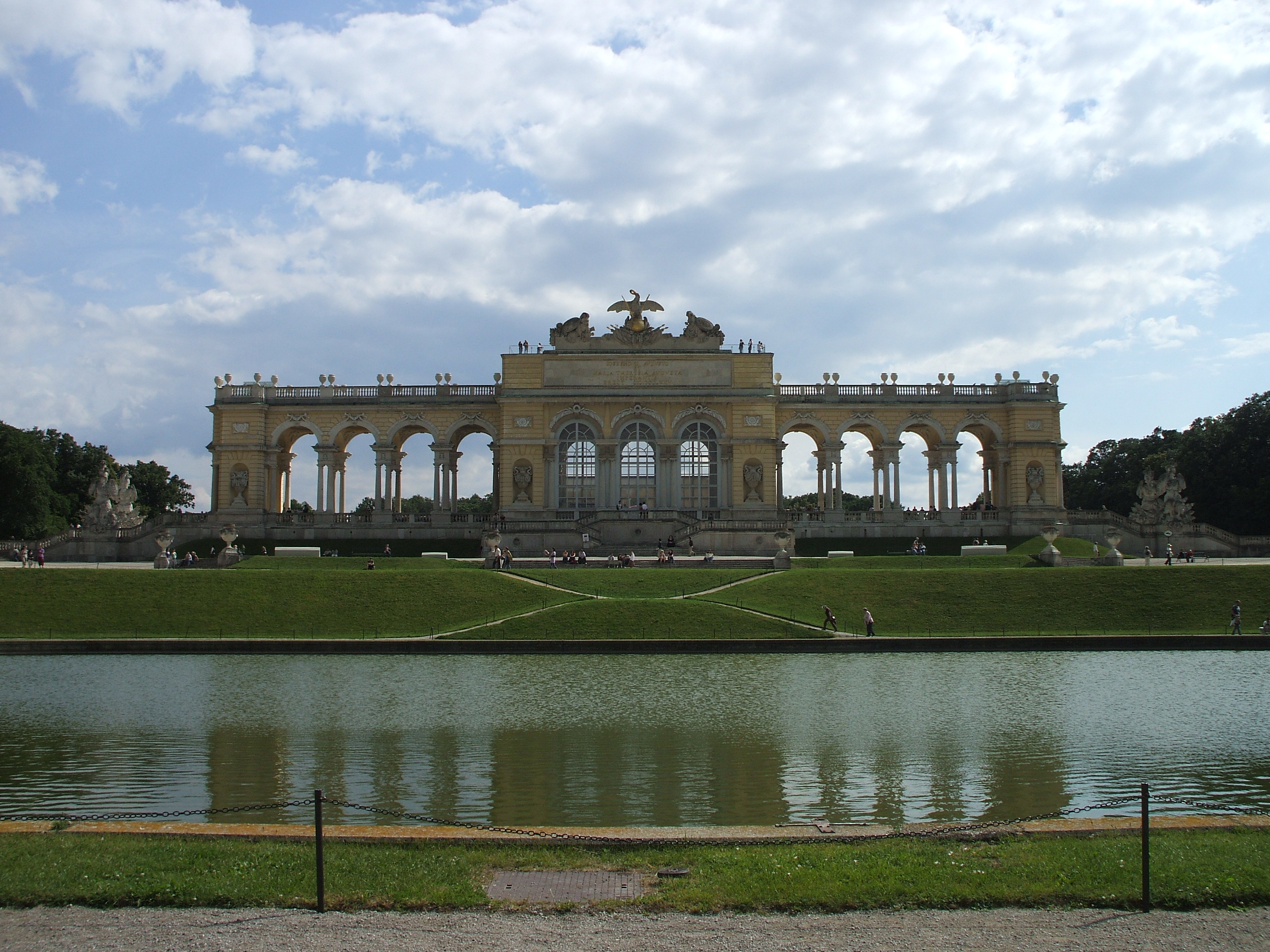
1758년의 쇤브룬 궁전 그림

정원의 축 한가운데에 글로리에테가 서있다. 언덕은 글로리에테의 구조를 이루는 중추적인 맥과 같다. 마리아 테레지아의 합스부르크 왕가 찬미를 위하여 건축이 계획되었으며 현재 이곳에는 카페가 들어와 있어 관광객이 찾는 주요 공간이자 빈을 한눈에 볼 수 있는 공간이다.

## 현대
1918년 왕가가 붕괴하고 새로운 오스트리아 공화국이 출범하자 쇤브룬 궁전은 박물관으로서 역할을 하게 되었다. 2차 세계대전이 끝나고 오스트리아가 연합군에 점령당했을 동안 쇤브룬 궁전은 영국군을 비롯해 연합국의 회담 장소로 쓰이기도 하였으며 영국군의 빈 상주군 본부로 사용했던 곳이 되기도 하였다.
후에 1961년 미국의 존 F. 케네디 대통령과 흐루쇼프의 회담 장소가 되기도 하였다.
넓은 정원에는 미로가 있어서 입장료를 내면 들어갈 수 있다. 미로 안은 퍼즐과 같아서 여러 구조가 층층이 연결되어 있다. 분수대나 여러 놀이를 즐길 수 있으며 나들이 활동을 원한다면 가볼 만한 곳이다.

## 같이 보기
- 오스트리아의 세계유산